# Panah-Ali khan Javanshir
Panah Ali Khan (in azero Pənahəli xan, in persiano پناه‌علی‌ خان جوانشیر‎; Terter, 1693 – Shiraz, 1763) è stato un sovrano persiano di origine azera.

Ritratto di Panah Ali Khan

Fu il primo khan del Khanato del Karabakh.

## Biografia

### Ascendenza
Panah Ali Khan apparteneva al ramo Sarijali del clan degli Javanshir, che con il loro clan associato degli Otuz-Iki (trentadue in azero) erano stati a lungo rivali degli Yirmi-Dört e degli Ziyadoghlu Qajar di Ganja, i cui capi erano stati governanti ufficiali del Karabakh fin dall'epoca safavide. Il nome del padre era Ibrahim Agha Javanshir, ma le informazioni sulla sua ulteriore ascendenza sono ignote.
Secondo Mirza Adigozal bey, il bisnonno paterno e omonimo di Panah Ali bey prestò servizio presso il quartier generale dei governatori (beglarbeg) della provincia di Karabakh-Ganja all'inizio del XVII secolo, quando la regione era direttamente controllata dall'impero safavide. 
Sposò una donna del clan Javanshir del Karabakh ed ebbe un figlio di nome Ali. Vissero nella loro tenuta situata ad Arazbar e possedettero anche terre nell'odierno Tatarstan e sulle rive settentrionali del fiume Aras. Tuttavia queste informazioni sono state contestate da diverse fonti, in particolare da Mir Mehdi Khazani, che ha indicato il nonno di Panah Ali khan come Ibrahim Sultan (capo della tribù nel 1672 circa) e il bisnonno come Budagh Sultan (capo della tribù nel 1628 circa). 

### L'ascesa e il regno
Dopo la detronizzazione dei Safavidi nel 1736 da parte di Nader Shah, le classi terriere di Ganja e Karabakh si riunirono nella pianura di Mughan decidendo di opporsi al nuovo scià per riportare i Safavidi sul trono.  Quando questa notizia giunse a Nader Shah, egli ordinò quindi la deportazione di tutti i proprietari terrieri musulmani della regione nel Khorasan, compreso Panah Ali, che nel 1738 riorganizzò i gruppi di deportati per tornare in patria nel 1747. Nader Shah venne ucciso nel giugno dello stesso anno e il suo successore Adil Shah emise un decreto che riconobbe Panah Ali come khan del Karabakh.
L'assassinio di Adil Shah nel 1748 permise a Panah Ali di potersi considerare praticamente indipendente dall'impero persiano. Organizzò quindi una campagna militare sui Cinque Melikdom del Karabakh con l'intento di consolidare il suo dominio stringendo inoltre un'alleanza con il nuovo Melik di Varanda Melik Shahnazar II.
Nello stesso anno mosse una campagna militare a ovest e a sud contro i khanati di Nakhchivan e Karadagh, prendendo Tatev e Sisian dal primo e Bargushat, Meghri, Göynük dal secondo, conquistando Ghapan e Zangezur e sottomettendo la tribù dei Kolani. In questo periodo fu costruita la fortezza di Bayat, prima residenza del khan. In breve tempo furono costruite le mura esterne, scavati i fossati e costruiti il bazar, il bagno e la moschea. Gli artigiani delle zone circostanti furono reinsediati nel castello. Panah Ali khan dovette poi affrontare la resistenza del khanato di Ganja, del khanato di Shaki e dei restanti melikdom del Karabakh, nonché dei rami rivali del clan Javanshir. Nello stesso anno iniziò la lotta tra il khan del Karabakh e Haji Chalabi Khan di Shaki, uno dei più potenti sovrani feudali del Caucaso meridionale. Quest'ultimo, desideroso di fermare l'ascesa di Panah Ali khan, si alleò con Hajji Muhammad Ali Khan di Shirvan e circondò il castello di Bayat tentando senza successo di assaltare la capitale del khanato del Karabakh. Panah Ali fu poi costretto ad abbandonare Bayat e a costruire il suo castello a Shahbulag. 
Sfruttando un susseguente vuoto di potere in Persia, Panah Ali sottomise al suo controllo anche altre regioni vicine: nel 1749 attaccò Nazarali Khan Shahsevan di Ardabil costringendolo a far sposare la sorella Shahnisa con il proprio figlio Ibrahimkhalil e ad accettare il vassallaggio, indi attaccò Shahverdi Khan di Ganja, la cui figlia divenne anch'ella moglie di Ibrahimkhalil. Tuttavia, l'ascesa del nuovo signore della guerra Mohammad Hasan Khan Qajar costrinse Panah Ali a cercare una nuova fortezza. Su consiglio di Melik Shahnazar II costruì la fortezza di Şuşa nel 1751 e vi trasferì la capitale del suo regno, insediando così una popolazione seminomade nei quartieri della nuova città.

#### Campagna contro Shaki
Nel 1752 Panah Ali fu attaccato da Teymuraz II, alleato di Haji Chalabi, e si ingraziò il sostegno dei khanati circostanti e di Eraclio II. Durante i negoziati nei pressi di Qızılqaya, i distaccamenti georgiani circondarono e catturarono i cinque khan con il loro seguito. Haji Chalabi, venuto a conoscenza della cospirazione di Eraclio II, radunò un esercito e lo sconfisse nella battaglia presso il fiume Aghstafa, liberando tutti i khan catturati. Haji Chalabi invase poi i possedimenti georgiani, dove catturò le regioni kazake e borchali, nominando il figlio Agakishi bey come viceré.

#### Campagna contro i Melikdom
Dopo il ritorno nel Karabakh Panah Khan attaccò i restanti principati armeni al fianco di Mizrakhan, tanuter del villaggio di Khndzristan che venne nominato nuovo melik di Khachen. Poco dopo anche il melik di Jraberd Allahqoli Soltan fu arrestato e decapitato a Shusha. In seguito Panah Ali avrebbe firmato una pace separata con il Melik di Dizak Yesai.
Nel 1757 Mohammad Hasan Khan Qajar khan giunse nel Karabakh per radunare le sue truppe e combattere contro Karim Khan Zand. Panah Ali rifiutò di unirsi alle sue armate e combatté contro le truppe Qajar. Muhammadhasan khan partì presto per l'Iran e lasciò i suoi cannoni nella zona, che furono poi usati da Panah Ali per affrontare un'altra invasione da sud, questa volta da parte di Fath-Ali Khan Afshar, khan di Urmia. Uscito sconfitto, Panah Ali si sottomise a Fath Ali e gli consegnò il figlio Ibrahimkhalil come ostaggio, ma presto giurò fedeltà a Karīm Khan Zand, che prelevò il figlio Ibrahimkhalil da Fath Ali dopo una battaglia avvenuta nel 1760.

### Morte
Panāh Khan morì in esilio a Shiraz nel 1763. Gli succedette suo figlio Ibrahim-Khalil Khan, che divenne uno dei principali potentati del Caucaso.